# Bioda Mor
Bioda Mor (gael. Bioda Mòr) – najwyższe wzniesienie wyspy Dùn na archipelagu St Kilda o wysokości 178 m n.p.m. Całe wzniesienie jest postrzępione.